# توتزپتز
توتزپتز (به آلمانی: Tützpatz) یک شهر در آلمان است که در مکلنبورگ-فورپومرن واقع شده‌است.

## خصوصیات
توتزپتز ۲۱٫۶۰ کیلومترمربع مساحت دارد ۵۹ متر بالاتر از سطح دریا واقع شده‌است.